# Industrijalizacija sovjetske Ukrajine (1930-ih)
Industrijalizacija sovjetske Ukrajine početkom tridesetih godina 20.-tog stoljeća predstavlja politički predvođenu gospodarsku aktivnost popraćenu masovnim deportacijama i političkim čistkama. Za isto razdoblje je karakteristična jaka gospodarska aktivnost cijelog SSSR-a i masovno izgladnjivanje ruralnog stanovništva na poljoprivrednim prostorima.

## Političke okolnosti razdoblja industrijalizacije
Sredinom 1920.-tih boljševičko vodstvo, nezadovoljno svojim nedostatnim rezultatima Nove ekonomske politike, pokušava naći rješenje kako učvrstiti socijalizam u sovjetskoj državi. Iako bez osobite uloge u pripremi Oktobarske revolucije, Staljin je ušao u sovjetsku vladu kao komesar za neruske narodnosti te postao član Politbiroa komunističke partije 1917. godine. Zajedno s Jakovom Sverdlovim i Leonom Trockim pomogao je Lenjinu riješiti sva goruća pitanja u teškim vremenima građanskog rata. Godine 1922. postao je generalni sekretar Komunističke partije, a nakon Lenjinove smrti Staljin je sa Zinovjevim i Kamenevim počeo voditi državnu politiku. S tim privremenim saveznicima Staljin je napao Lava Trockog, kandidata s najviše šansi da naslijedi Lenjina. Kada je uklonio Trockoga, Staljin je promijenio svoj političko-ekonomski smjer. 
U jednoj od mnogobrojnih debata koje su nastojale transformirati sovjetsko društvo, Staljin iz početka podržava stranu svojih stranačkih drugova Nikolaja Bugarina i Alekseja Rikova nastojeći poraziti svoje oponente. Kasnije Staljin prihvaća poziv svojih oponenata za ubraznom industrijalizacijom države, koji će se prvenstveno negativno odraziti na život Ukrajinaca odnosno ukrajinskih seljaka. Postavljeno rukovodstvo sovjetske Ukrajine, Staljinovu politiku je podržavalo bez posebnih polemika i sustezanja. Nakon što se Lazar Kaganovič 1928. vratio u Moskvu za novog šefa Ukrajinske partije postavljen je poljak Stanislav Kosior, koji je već imao iskustvo birokratskog rada u Ukrajini i Moskvi. Staljinov lojalist Kosior, vjerno je tijekom dvadesetih podržavao staljinovu političku borbu za vlast. 
Nakon 1929. napravljena je radikalna čistka Staljinovih neistomišljenika te je iz Ukrajinske partije isključeno oko 24.000 ukrajinskih komunista. Svi ukrajinski političari koji nisu bili poslušni novim ideološkim smjernicama sovjetskih lidera, na različite načine su smaknuti s političke scene. Tijekom iste godine Staljin je nad sovjetskom Ukrajinom postao apsolutni vladar i svojim političkim odredbama i restrikcijama uzrokovao je niz društvenih i ekonomskih kriza. Uslijedio je Staljinov teror koji je direktno odgovoran za milijune ubijenih Ukrajinaca i njihovih sužitelja.

## Osnovne karakteristike industrijalizacije
Ukrajinci su tijekom 1920.-tih od prirodno bogate Ukrajine napravili ekonomskog giganta. Ukrajina je doslovce prehranjivala cijeli Sovjetski Savez te je centralistička vlast Moskve, Ukrajinu često u bescijenje potpuno iskorištavala za ostvarivanje vlastitih vanjskopolitičkih i unutarnjih ciljeva. Nacionalno osviješteni ukrajinski seljaci koji su činili 80% stanovništva Ukrajine trpili su sve veće porezne namete i restrikcije u korist jačanja industrijalizacije. Seljaci su počeli predstavljati opasan otpor represivnoj politici ubrzane idustrijalizacije Sovjetskog Saveza. Politika sveopće kolektivizacije koju je 1929. uveo Staljin ne bi li tako ojačao financiranje industrijalizacije zemlje i indirektno oslabio politički utjecaj ukrajinskih seljaka, imala je početkom 1930.-tih katastrofalan učinak za ukrajinsku poljoprivredu. Sovjetska vlast na čelu sa Staljinom povećala je ukrajinski dio obaveznog prinosa žita sa 16 posto 1928. na 45 posto 1931. godine. 
Tijekom Petogodišnjeg plana koji se trebao završiti do 1932., sovjetska Ukrajina je nasilno pretvorena u industrijsku tvornicu Sovjetskog Saveza. Obavezan prinos iskopa ugljena narastao je s 27 na 80 milijuna tona godišnje, dok je prinos za željezo narastao s 2,4 na 6,6 milijuna tona godišnje. Više od 70 posto crne metalurgije crpljeno je iz Ukrajine, a finalni prizovod završavao je u sovjetskoj Rusiji i na svjetskom tržištu. Iako je s druge strane ukrajinski industrijski rast bio zapanjujući, Ukrajinci od njega nisu imali direktne koristi, a razvijena ukrajinska poljoprivreda postala je potpuno izrabljena. Ukrajinu se doslovce ekspolatiralo kako bi se namirile ogromne sovjetske, ali i svjetske potrebe za prirodnim resursima. Jedina korist za tadašnju Ukrajinu bile su industrijske investicije. 
Mjereći u tadašnjoj novčanoj valuti rubljima, investicije u ukrajinskoj industriji su porasle s 438 milijuna 1928. na 1,229 milijuna 1932. godine. Tijekom Petogodišnjeg plana u Ukrajini je izgrađeno oko 400 industrijskih tvornica. Hidroelektrana Dnjiprohiš koja je ujedno bila najveća u Europi, postala je simbolična slika jake sovjetske industrijalizacije, postavljena na sovjetske državne razglednice. Također su tada poznate gigantske strojarske i prerađivačke tvornice u Harkivu i Zaporižžju. Ukrajina je postala najindustrijaliziranija zemlja Sovjetskog Saveza, ali su Ukrajinci u ruralnim sredinama tijekom 1930.-tih svejedno počeli sve učestalije gladovati i potom pružati sve veći političko-društveni otpor vlastima u Kremlju. U industriju zapadne Ukrajine manje se ulagalo nego u istočnoj Ukrajini jer su sovjetsko-komunističke vlasti smatrale da je taj dio zemlje izložen potencijalnim sukobima i pretenzijama Poljske i Njemačke.

## Posljedice po seosko stanovništvo
Za razdoblja sovjetske industrijalizacije na prostorima Ukrajine, posebnu represiju su trpjeli seoski stanovnici. Seljacima se na prelasku s 20.-tih na 30.-te godine oduzima zemlja, stoka i sve češće hrana. Nastaju kolektivne farme odnosno kolhozi. U konfisciranju imovine, država je koristila regularne jedinice policije, kao i postrojbe tajne policije i same vojske. Mnogi su se odupirali takvoj odluci državnih vlasti pa i sami pojedinci iz državnih institucija sovjetske Ukrajine. Otpor je u startu radikalno ugušen i započela je očajnička borba ukrajinskog seljaštva protiv represivne politike sovjetskih vlasti pod rukovodstvom Staljina. Tijekom 1928. i 1929., Staljin provodi propagandu protiv mnogobrojnih imućnih ukrajinskih seljaka kao glavnih promotora otpora. Prozvane imuućnije seljake nazivali su kurkulima odnosno kulacima, proglašavajući ih neprijateljima države. Tadašnja državna štampa kurkulima Ukrajine proglasila je uglavnom ratne veterane i invalide iz Prvog svjetskog rata, udovice i obitelji s mnogobrojnom djecom, čija su primanja često bila manja od onih kod industrijskih radnika. 
Svi prozvai seljaci u pozadini su često zagovarali ukrajinsku neovisnost od sve represivnijeg režima iz Moskve. Godine 1929. službene vlasti su klasificirale 73.000 seoskih domaćinstava koja su proglasili kulacima, ali je država odmah u startu provodila konfiskaciju na dvostruko većem broju domaćinstava. Pet godina kasnije, službene vlasti su objavile dekulakizaciju 200.000 domaćinstava, koji su bili podjeljeni u tri kategorije: antisovjetski aktivisiti koji trebaju biti streljani, zatvoreni ili protjerani; bogati eksploatatori koji će izgubiti sve svoje vlasništvo i biti protjerani; politički bezopasni kulaci koji se ne smiju priključiti kolektivizaciji farmi i moraju biti strogo podređeni službenoj vlasti. Na desetke tisuća seljaka je strijeljano. Oko 75.000 kulaških obitelji u kratkom je vremenu deportirano na neki od mnogobrojnih radnih logora na Dalekom Istoku gdje je većina njih umrla u neljudskim uvjetima. Ukrajinsko lokalno seljačko rukovodstvo u relativno kratkom roku je smaknuto i seljačke mase su ostale obezglavljene.  
Rat protiv kulaka nije zaustavio otpor mnogobrojnih nacionalno osviještenih ukrajinskih seljaka koji su se protivili prisilnoj kolektivizaciji. Tijekom 1930. službene vlasti zabilježile su u Ukrajini 1.716 antisovjetskih incidenata, no danas je prema arhiviranim dokumentima poznato da je u teretnim vlakovima na Daleki Istok deportirano najmanje 850.000 seljaka gdje su ubijeni ili pušteni da se smrznu u vrlo hladnim sibirskim uvjetima. Tijekom prvih godina petogodišnjeg plana, Ukrajina je izgubila polovicu svoje stoke, broj svinja je smanjen sa 7 na 2 milijuna. Često su se manje neorganizirane grupe suprotstavljale režimu kolektivizacije i na taj način stradavale. Tijekom 1930. službene vlasti su raspustile petinu niže rangiranih administratora koji nisu dosljedno provodili naredbe. Zavladalo je nasilje, a u travnju Staljin u službenim novinama Pravda objavljuje svoj hipokritički članak u kojem naglašava da socijalizacija zemlje treba biti dobrovoljna. Do listopada iste godine udio kolektivno obrađene zemlje u Ukrajini je pao sa 71 na 34 posto. Do sredine 1930.-tih kompletna zemlja ukrajnskih seljaka postala je kolektivizirano ili državno vlasništvo.

## Vanjske poveznice
- Ideology and Soviet Industrialization by Timothy W. Luke (eng.)  Arhivirana inačica izvorne stranice od 19. veljače 2021. (Wayback Machine)
- Soviet Industrialization (eng.)
- The industrialization of the Soviet Union (eng.)